# 홍콩 항공의 운항 노선
2017년 6월 현재, 홍콩 항공의 운항 노선은 다음과 같다.
참고 : 화물이라고 적혀있는 취항지는 화물기만 취항하는 곳이고, *는 화물기와 여객기 둘 다 취항하는 도시이다.

## 운항 노선

### 아시아

#### 동아시아
- 대한민국
  - 서울 - 인천국제공항 *
- 중화인민공화국
  - 베이징
    - 베이징 다싱 국제공항
    - 베이징 수도 국제공항 *

  - 난징 - 난징 루커우 국제공항
  - 상하이
    - 상하이 푸둥 국제공항 *
    - 상하이 홍차오 국제공항

  - 시닝 - 시닝 차오자바오 국제공항
  - 싼야 - 싼야 피닉스 국제공항
  - 정저우 - 정저우 신정 국제공항 화물
  - 청두 - 청두 톈푸 국제공항
  - 충칭 - 충칭 장베이 국제공항
  - 하이커우 - 하이커우 메이란 국제공항
  - 항저우 - 항저우 샤오산 국제공항 *
- 홍콩
  - 홍콩 - 홍콩 첵랍콕 국제공항 허브
- 일본
  - 도쿄 - 나리타 국제공항
  - 나고야 - 주부 센트레아 국제공항
  - 오사카 - 간사이 국제공항 *
  - 가고시마 - 가고시마 공항
  - 구마모토 - 구마모토 공항
  - 삿포로 - 신치토세 공항
  - 센다이 - 센다이 공항
  - 오키나와 - 나하 공항
  - 후쿠오카 - 후쿠오카 공항
- 중화민국
  - 타이베이 - 타이완 타오위안 국제공항 *
  - 타이중 - 타이중 국제공항

#### 동남아시아
- 라오스
  - 비엔티안 - 왓따이 국제공항
- 말레이시아
  - 쿠알라룸푸르 - 쿠알라룸푸르 국제공항 화물
- 베트남
  - 하노이 - 노이바이 국제공항 *
  - 다낭 - 다낭 국제공항
  - 호치민 시 - 떤선녓 국제공항 *[3]
- 싱가포르
  - 싱가포르 - 싱가포르 창이 국제공항 화물
- 인도네시아
  - 덴파사르 - 응우라라이 국제공항
- 태국
  - 방콕 - 수완나품 국제공항 *
  - 치앙마이 - 치앙마이 국제공항
  - 푸켓 - 푸켓 국제공항

#### 남아시아
- 몰디브
  - 말레 - 말레 국제공항
- 방글라데시
  - 다카 - 샤잘랄 국제공항 화물
- 인도
  - 델리 - 인디라 간디 국제공항 화물
  - 뭄바이 - 차트라파티 시바지 국제공항 화물
  - 방갈로르 - 켐페고우다 국제공항 화물
  - 첸나이 - 첸나이 국제공항 화물
  - 콜카타 - 네타지 수바스 찬드라 보스 국제공항 화물

#### 중앙아시아
- 카자흐스탄
  - 알마티 - 알마티 국제공항 화물

### 유럽

#### 남유럽
- 이탈리아
  - 밀라노 - 밀라노 말펜사 공항 화물
- 튀르키예
  - 이스탄불 - 이스탄불 공항 화물

### 아메리카

#### 북아메리카
- 캐나다
  - 밴쿠버 - 밴쿠버 국제공항 - (2025년 1월 18일 재취항)

### 오세아니아

#### 오스트랄라시아
- 오스트레일리아
  - 골드코스트 - 골드코스트 공항 - (2025년 1월 17일 재취항)

#### 미크로네시아
- 북마리아나 제도
  - 사이판 - 사이판 국제공항

## 단항 노선

### 아시아

#### 동아시아
- 중화인민공화국
  - 구이양 - 구이양 룽둥바오 국제공항
  - 난닝 - 난닝 우수 국제공항 화물
  - 난창 - 난창 창베이 국제공항
  - 옌청 - 옌청 난양 국제공항
  - 우루무치 - 우루무치 디워푸 국제공항
  - 창춘 - 창춘 룽자 국제공항
  - 청두 - 청두 솽류 국제공항
  - 톈진 - 톈진 빈하이 국제공항 *
  - 푸저우 - 푸저우 창러 국제공항
- 일본
  - 미야자키 - 미야자키 공항
  - 오카야마 - 오카야마 공항
  - 요나고 - 미호-요나고 공항
  - 하코다테 - 하코다테 공항
- 중화민국
  - 가오슝 - 가오슝 국제공항

#### 동남아시아
- 말레이시아
  - 코타키나발루 - 코타키나발루 국제공항
  - 쿠칭 - 쿠칭 국제공항
  - 페낭 - 페낭 국제공항 화물
- 미얀마
  - 네피도 - 네피도 국제공항 전세편
- 베트남
  - 다낭 - 다낭 국제공항
- 캄보디아
  - 프놈펜 - 프놈펜 국제공항
  - 씨엠립 - 씨엠립 국제공항
- 태국
  - 푸켓 - 푸켓 국제공항
- 필리핀
  - 마닐라 - 니노이 아키노 국제공항
  - 라오아그 - 라오아그 국제공항
  - 클라크 - 클라크 국제공항

### 유럽

#### 서유럽
- 영국
  - 런던 - 런던 개트윅 국제공항

#### 남유럽
- 튀르키예
  - 이스탄불 - 아타튀르크 국제공항 화물

#### 동유럽
- 러시아
  - 모스크바 - 셰레메티예보 국제공항
  - 모스크바 - 브누코보 국제공항

### 아메리카

#### 북아메리카
- 미국
  - 로스앤젤레스 - 로스앤젤레스 국제공항
  - 샌프란시스코 - 샌프란시스코 국제공항

### 오세아니아
- 뉴질랜드
  - 오클랜드 - 오클랜드 국제공항
- 오스트레일리아
  - 멜버른 - 멜버른 공항 화물
  - 케언스 - 케언스 공항